# Jorge Dezcallar
Jorge Dezcallar de Mazarredo (Palma de Mallorca, 3 de noviembre de 1945) es un diplomático español. Fue director de los servicios de inteligencia españoles entre 2001 y 2004 así como embajador de España en Marruecos, ante la Santa Sede y en Estados Unidos.

## Biografía
Jorge de Dezcallar pertenece a una familia de la aristocracia mallorquina. En 1971 se licenció en Derecho y se unió a la carrera diplomática. De 1985 a 1993, ejerció como director general de Política Exterior para África y Medio Oriente. Ocupó por vez primera el puesto de embajador en 1997 con destino en Marruecos.
En 2001, durante el Gobierno de José María Aznar, fue nombrado director del Centro Superior de Información de la Defensa, convertido después en Centro Nacional de Inteligencia, convirtiéndose en el primer civil en dirigir los servicios de inteligencia españoles. Permaneció en su cargo hasta las elecciones generales de 2004. Al producirse el cambio de Gobierno, el nuevo ministro de Defensa, José Bono, le sustituyó por Alberto Saiz.
En junio de ese año fue designado embajador ante la Santa Sede, pero fue relevado en 2006.
Posteriormente, trabajó en el sector privado como consejero internacional de Repsol y del Grupo Expal Sistems, matriz de Maxam, de 2006 a 2008, antes de ser nombrado embajador en Estados Unidos, en julio de 2008. Fue sustituido en abril de 2012 por Ramón Gil-Casares. Fue teniente de complemento del Cuerpo de Infantería de Marina.
Varios de sus hermanos —Alonso y Rafael— se convirtieron también en diplomáticos, llegando a ocupar la titularidad de diversas embajadas.

## Obras
- Joyas bereberes de la Colección Jorge Dezcallar de Mazarredo [catálogo], Madrid: Kafir Asesores, 2009. (ISBN 9788461315819)
- Hulîy amâzigiyya min maymû'at Jûrjî Dîthkâyâr / Joyas bereberes de la colección Jorge Dezcallar [catálogo], Madrid: Casa Árabe e Instituto Internacional de Estudios Árabes y del Mundo Musulmán, 2011. (ISBN 9788461554171)
- El pirata bien educado y sus amigos [relatos], ilustrado por Emilio Urberuaga, Madrid: Siruela, 2015. (ISBN 9788416280483)
- Valió la pena [memorias], Barcelona: Península, 2015. (ISBN 9788499424491)
- El anticuario de Teherán: Historias de una vida diplomática, Barcelona: Península, 2018. (ISBN 9788499426884)
- Espía accidental, Madrid: La esfera de los libros, 2021 (ISBN 9788413841823)
- Abrazar el mundo. Geopolítica: hacia dónde vamos, Madrid: La esfera de los libros, 2022 (ISBN 9788413843261)
- Operación Falsa Bandera, Madrid: La esfera de los libros, 2023 (ISBN 9788413846132)